# Európai barnamedve
Az európai barna medve (Ursus arctos arctos) az emlősök (Mammalia) osztályának ragadozók (Carnivora) rendjébe, ezen belül a medvefélék (Ursidae) családjába tartozó barnamedve (Ursus arctos) egyik alfaja.

## Előfordulása
A Természetvédelmi Világszövetség (IUCN) a barna medvét Nem fenyegetett fajként tartja számon. Ez a státusz azonban csak a fajt jelöli, az alfajokra nem vonatkozik. Az IUCN beismeri, hogy: „A Nem fenyegetett faj státusz nem mindig azt jelenti, hogy az adott faj nincs veszélyben. Olyan fajokat is Nem fenyegetett fajnak minősítettünk, amelyek állománya csökkenőben van.”
Korábban az európai barna medve Eurázsia egész északi területén jelen volt.
A legjelentősebb állomány Oroszországban él, leginkább az Uráltól keletre, Szibéria hatalmas erdeiben és a közép-ázsiai országokban. Az 1917-es októberi orosz forradalom előtti időkben a medvét ipari mértékben irtották, azonban manapság számuk újból az eredetihez hasonlít.
A 19. század feléig ez a medve Moldva és Havasalföld, valamint Erdély (a mai Románia régió) egész területén fellelhető volt, a Duna-deltától egészen a Kárpátokig. Azonban az alföldekről kiirtották, hogy ne tegyen kárt a mezőgazdaságban. 2010 decemberében 6000 medvét számoltak, körülbelül az Európai Unió összállományának a 40 százalékát. 2008-ban még több medve élt itt, körülbelül 7500 példány.
Skandináviában és a balti országokban stabil az európai barna medve állománya, és lassú növekedés indult az állomány számában. Íme néhány adat:
- Svédország 2000 példánnyal,
- Finnország 1200 példánnyal,
- Észtország 700 példánnyal,
- Norvégia 70 példánnyal rendelkezik.[2][3]

A Pireneusokban, Spanyolország és Franciaország határán kis barnamedve-állományok találhatók. Spanyolországban még a Kantábriai-hegységben is megtalálható. Sajnos mindkét spanyol hegység állományai kihalófélben vannak. Olaszországnak is vannak medvéi, ezek Abruzzo és Trentino-Alto Adige régiókban élnek.
Nagyobb állományok találhatók Albánia,  Szlovákia, Bosznia-Hercegovina, Horvátország, Szlovénia, Macedónia és Bulgária területén.
Kisebb, de jelentős állományok találhatóak Görögország, Szerbia és Montenegró területén is. 2005-ben Ukrajna területén feltételezések szerint 200 európai barna medve élt.
Az előbb felsorolt országok medvéi két állományt alkotnak, az egyik a kárpáti állomány több mint 5000, míg a másik a balkáni állomány körülbelül 3000 példánnyal.
Magyarországon kipusztult, de a 2000-es években elkezdett visszatelepülni. Gyakran átkóborló egyedeket is lehet látni Magyarországon. Láttak már a Börzsönyben, a Bükk-vidék területén, és Aggteleken is.
Ez az alfaj egyéb barnamedve-alfajokkal is megosztja előfordulási területeit.
Eurázsiában és É-Amerikában 10 alfaját írták le. Nyugat Európa legtöbb országából majdnem teljesen kipusztult. A legnagyobb állományok még Románia és Oroszországban vannak jelen. A Kárpát medencében még jó állományai vannak. Európa egyik legsűrűbb állománya Erdélyben van jelen, főleg Hargita, Kovászna és Brassó megyékben. Hargita Megyei Környezetvédelmi Ügynökség adatai alapján 2252 egyedre becsülik a Hargita megyei populációt. Sajnos már csak ott maradtak életképes populációi, ahol az élőhelyek összefüggősége és zavartalansága illetve táplálékkínálata még megmaradt. A dombvidéktől a magashegyi zónákig szezonálisan előfordul, de téli időszakban a magashegyi zónák zavartalan rengetegeiben, zugaiban húzódik téli álmot aludni.

## Megjelenése

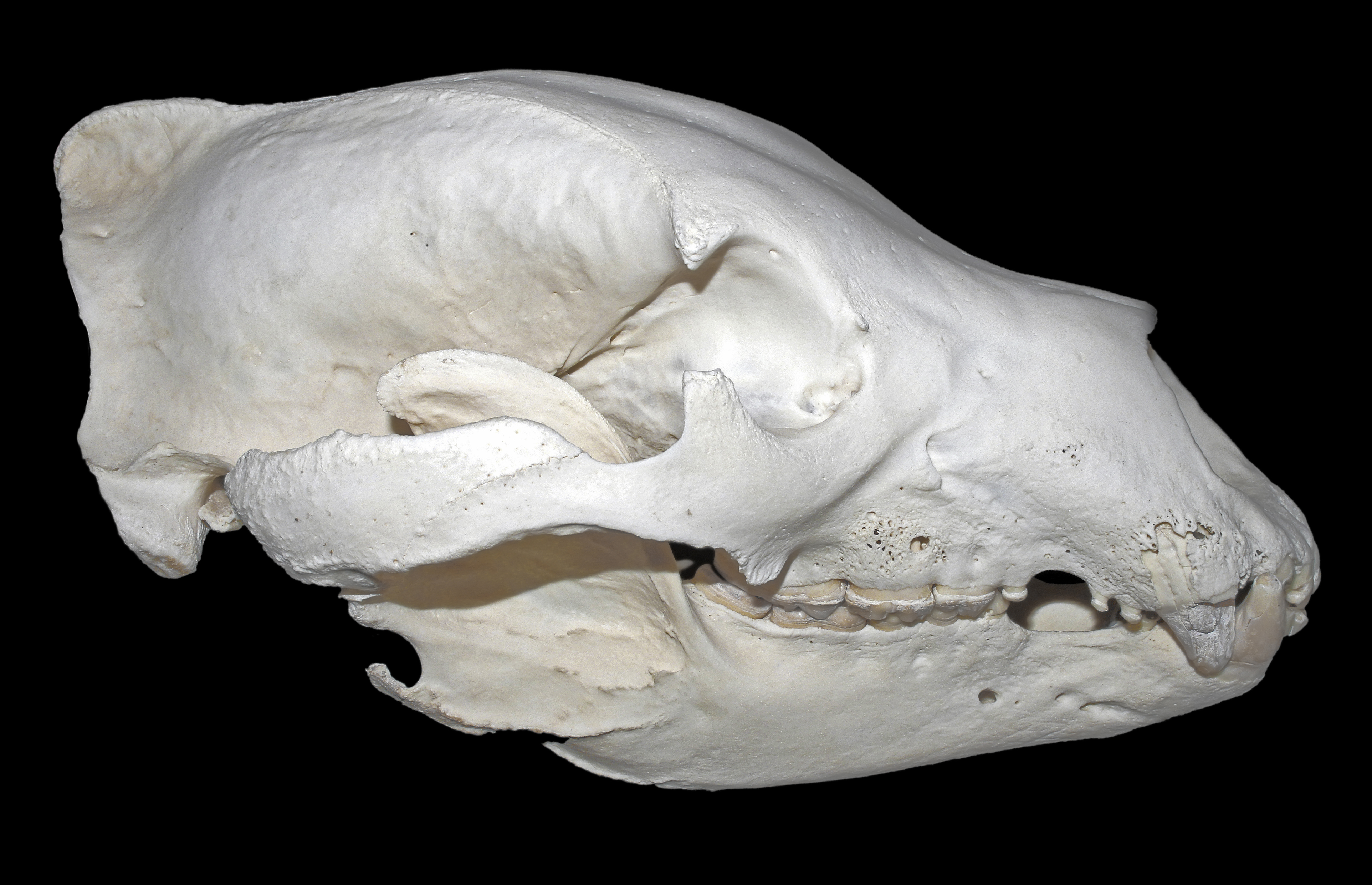
Koponyája

Az európai barna medve bundája általában barna színű, innen is ered a neve. Azonban a bunda színe a sárgás-barnától sötét barnáig, vöröses-barnáig, és néhány esetben a feketésig változhat. Albinó példányokról is van beszámoló. Szőrzete sűrű és legfeljebb 10 centiméter hosszú. Feje általában kerek, kis lekerekített fülekkel. Széles koponyája van. Szájában 42 fog ül. Igen erős a csontozata. Hatalmas mancsain 10 centiméteres karmok találhatók. Testtömege az élőhelytől és évszaktól függően változó. Egy átlagos kifejlett hím testtömege 265-355 kilogramm. A legnagyobb feljegyzett európai barna medve 481 kilogrammos és 2,5 méteres volt. A nőstények általában 150-250 kilogrammosak.
A legnagyobb európai csúcsragadozó. Bundája a nagyon világostól a feketéig minden színárnyalatban megjelenik. A bocsok általában fehér gallérszerű örvöt viselnek, amelyet rendszerint 3-4 éves korukra kinőnek. Fülei kicsik, felállóak és kerekítettek. Mellső és hátsó lábán 5-5 ujj van, igen erős karmokkal. 

## Táplálkozási jellemzői
Mindenevő. Annak ellenére, hogy egy ragadozóról van szó, táplálékának 80 %- át növények, magvak, gyümölcsök képezik. Az állati fehérjét nagyrészt rovarokból, azok lárváiból és dögből veszi fel. Alkalmakként vadászik is, ha könnyen elkapható zsákmányhoz jut. Táplálékszerzési módja igen változatos. Ezt elősegíti mellső végtagjainak morfológiai jellegzetessége, amellyel fogni képes, valamint nagyon magas szintű intelligenciája is. Nagyon opportunista faj. Ez azt jelenti, hogy táplálékul a legkönnyebben megszerezhetőt fogja előnyben helyezni. E tulajdonságából ered az emberi települések, szeméttelepekhez való alkalmas szokása, ami sok helyen nem kívánatos jelenséggé fajult.

## Kifejlődése
A modern tudomány segítségével nyomon követhetjük a különböző alfajok kifejlődésének történetét. A barna medve körülbelül 5 millió évvel ezelőtt jelenhetett meg. 850 ezer évvel ezelőtt e faj európai állománya két részre oszlott, az egyik Nyugat-Európában talált otthont, míg a másik Kelet-Európában, Oroszországban és Ázsiában. A mitokondriális DNS (mtDNA) vizsgálatok azt mutatják, hogy az európai állomány további két csoportra oszlott, az ibériaira és a balkánira.
Skandináviában négy fő állomány van, és mindegyiknek a fő szálláshelye Svédországban található. A mtDNA vizsgálatok szerint az itteni, délebbi állományok ősei a Pireneusokból és a Kantábriai-hegységből származnak. Az északi állományok ősei pedig Finnországból és Oroszországból erednek. Az utóbbiak valószínűleg átvészelték a Würm-glaciálist az Urál hegység nyugati felén, és amikor melegedni kezdett, a helybéli állomány egy része átköltözött Skandináviába és Európa egyéb északi részeire.

## Szaporodás
A párzás nyár elejére esik. A vemhességi idő 8-9 hónap, benne 1-2 hónapos diapauzával. Évente egyszer ellik, tél végén, a téli álommal egybeeső időszakban. Igen érdekes és jellegzetes, hogy a szoptatás első felében az anyaállat csupán fölhalmozott zsírrétegéből él és táplálja a kicsinyeket. Pontosan ezért a bocsok nagyon kis méretben születnek. A bocsok száma legtöbbször 2-3. Nagyon K túlélési stratégiát alkalmazó faj: két évben egyszer ellik. A bocsokat 2 évig gondozza.

## Ellenségei
Egy nagytestű csúcsragadozó lévén, nincsenek természetes ellenségei. Egyetlen ellensége az ember. Legfőbb állományszabályzó a hímek predációja a fiatalokra.

## Védekezés ellene
A medve veszélyes állat, de csak ritkán támad emberre: ha nem érez fenyegetést, akkor inkább továbbáll. Legegyszerűbben úgy tudunk védekezni ellene, ha elkerüljük az élőhelyét. Ha mégis odamegyünk és találkozunk vele, akkor hadonászás nélkül, finom, oldalazó mozdulatokkal térjünk ki az útjából. A medve a kiabálástól nem ijed meg, gyorsabban fut az embernél (17 m/s), és még zsákmánynak nézheti az embert, ezért elfutni sem érdemes. Fára is jobban mászik az embernél. A paprika- vagy gázspray azonban elriaszthatja. Az is segíthet, ha medvetámadáskor halottnak tettetjük magunkat: feküdjünk hasra összeszorított lábakkal, a kezünket kulcsoljuk össze a tarkónkon és maradjunk mozdulatlanul. Ha a medve átfordít, igyekezzünk újra hasra fordulni, ezzel védjük a belső szerveinket. Mindehhez érdemes előre lélekben felkészülni.
Fontos, hogy medvés helyen kutyát csak pórázon sétáltassunk, mert a szabadon lévő kutya kiszagolja és odamegy a medvéhez, megugatja, azután megijed és rémülten visszaszalad a gazdájához, így odacsalja, rávezeti a medvét.
Kerülendő a medvebocs is: ne játsszunk vele, mert az anyja a közelben lehet, és támadásnak vélheti azt.

## Hasznosítása
Európában védett fajjá nyilvánították. Ennek ellenére speciális derogációval vadásszák egyes országokban (Romániában is). A derogáció elméletileg kártevő egyedekre adott kilövési engedély.

## A medvehús
A medve húsa fogyasztásra alkalmas, előtte ajánlott trichinellózis vizsgálat.

## Az európai barna medve a történelemben és a kultúrában
Ez az állat i. sz. 500-ig még jelen volt a Brit-szigeteken, aztán a vadászatok kiirtották az itteni medveállományt. A Római Birodalomban állatviadalokban használták a medvét. Állítólag a legerősebb példányokat Kaledóniából és Dalmáciából hozták.
Az európai barna medve az ókorban nagyjából húsevő volt, táplálékának 80 százaléka állati eredetű volt. Azonban, ahogy élőhelye egyre szűkebb lett, az ember térhódításának köszönhetően, a medve étlapja is megváltozott: a középkorban már csak 40 százalékban fogyasztott húsfélét. Manapság, a hiányos táplálékkínálat miatt, ez a szám 10-15 százalékra csökkent.
Észak-Amerikától eltérően, ahol a barna medve évente átlag két embert öl meg, Skandináviában az elmúlt évszázadban csak három halálos támadás történt.
Hagyományosan a barna medvét Oroszország katonai és politikai szimbólumának tekintik. Ez a medvefaj Finnország nemzeti állata. Horvátországban 1993-tól az európai barna medve látható az 5 kuna értékű érmén.
A középkori és újkori vásárok egyik fő attrakciója volt a fogságban tartott barnamedvék mutogatása, az úgynevezett medvetáncoltatás. Ezt a foglalkozást elsősorban vándorló cigányok űzték.

## Állatkertekben
Magyarországon a Veresegyházi Medveotthonban, a Miskolci Állatkertben, a Szegedi Vadasparkban, a Jászberényi Állatkertben, a Nyíregyházi Állatparkban és a Pécsi Állatkertben tartanak európai barna medvéket.

## Képek

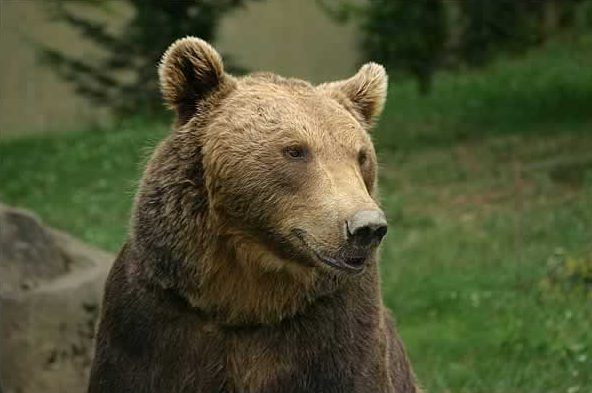
Erőteljes megjelenésével számos népet elbűvölt
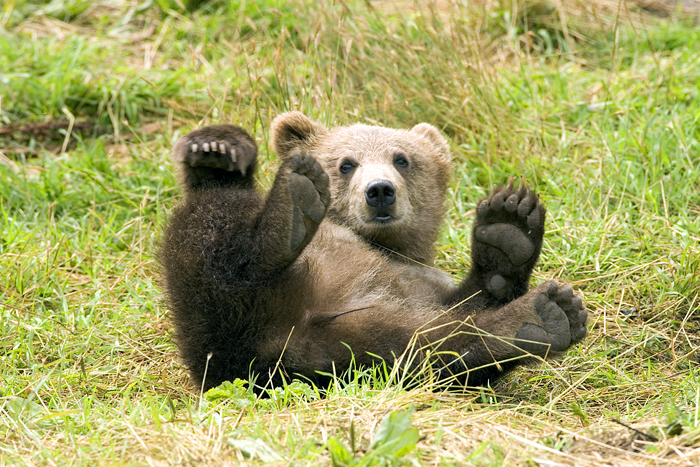
A medvék szeretnek hemperegni a fűben
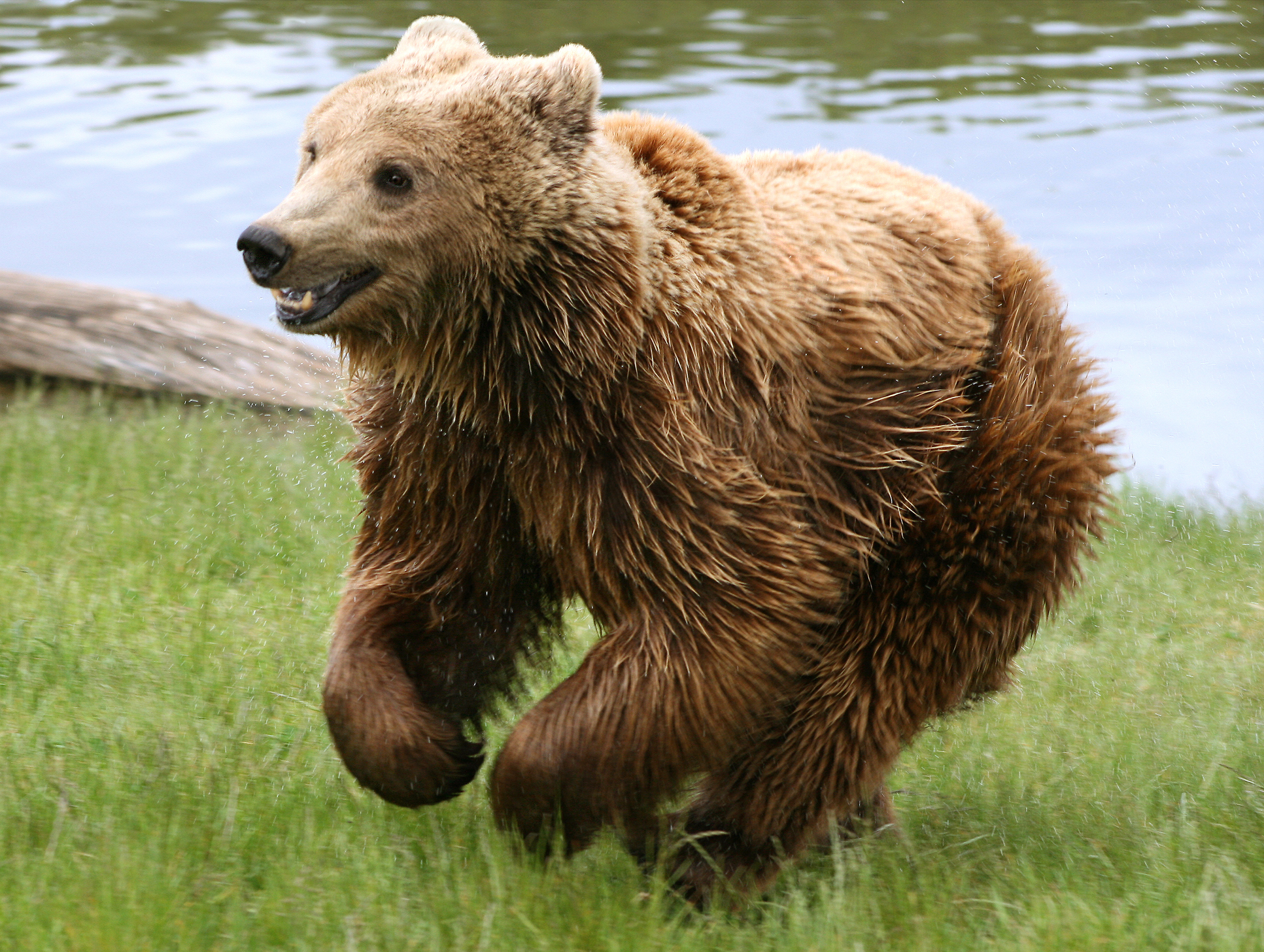
Szaladó medve egy dániai állatkertben
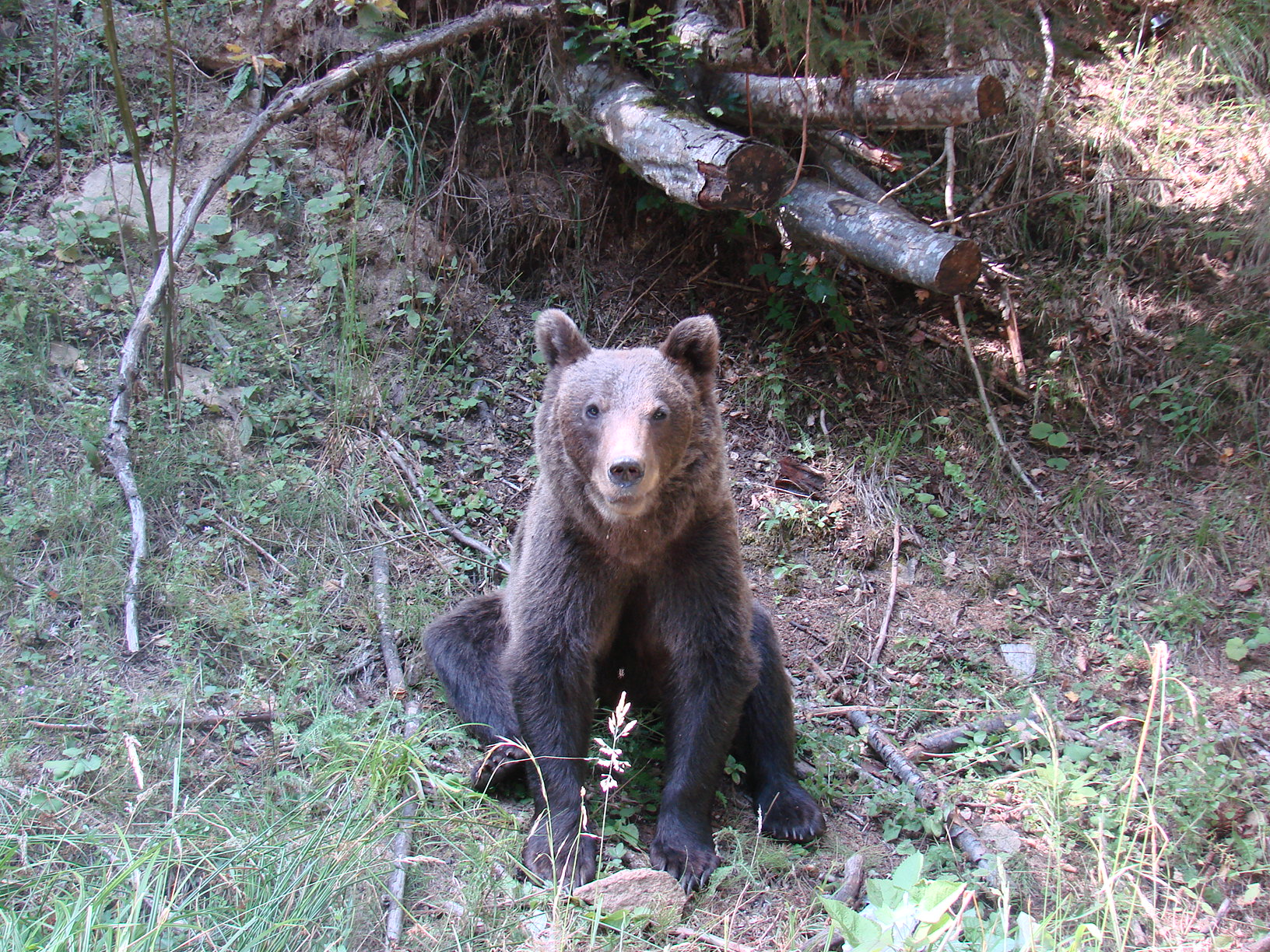
Pihenő példány a Fogarasi-havasokban
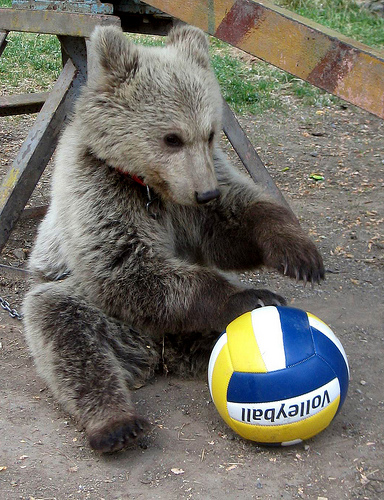
Labdával játszadozó medvebocs
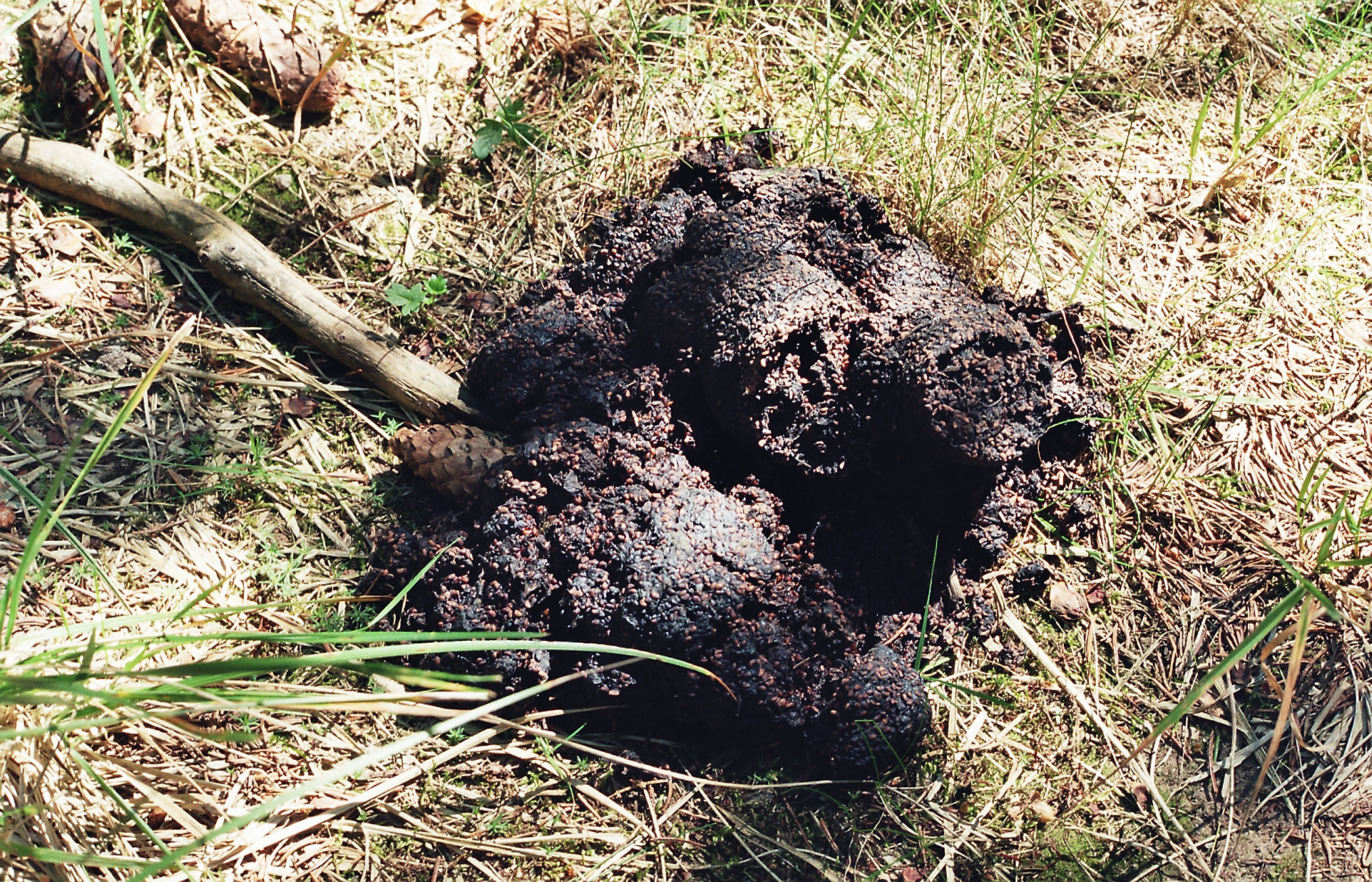
A medve ürüléke

## Fordítás
- Ez a szócikk részben vagy egészben  az   Eurasian brown bear című angol Wikipédia-szócikk ezen változatának fordításán alapul.  Az eredeti cikk szerkesztőit annak laptörténete sorolja fel. Ez a jelzés csupán a megfogalmazás eredetét és a szerzői jogokat jelzi, nem szolgál a cikkben szereplő információk forrásmegjelöléseként.
- Ez a szócikk részben vagy egészben  az   Urs brun című román Wikipédia-szócikk ezen változatának fordításán alapul.  Az eredeti cikk szerkesztőit annak laptörténete sorolja fel. Ez a jelzés csupán a megfogalmazás eredetét és a szerzői jogokat jelzi, nem szolgál a cikkben szereplő információk forrásmegjelöléseként.